# Valentin Crîlov
Valentin Crîlov (în rusă Валенти́н Михайлович Крыло́в; n. 12 ianuarie 1953, Chișinău) este un politician din Republica Moldova, care din 1990 până în 1998 a fost deputat în Parlamentul Republicii Moldova din partea Blocului “Соцединство”.A semnat Declaratia de Independenta a RM si a votat Constitutia RM
A participat la alegerile locale din 3 iunie 2007 din Chișinău din partea blocului electoral „Patria-Родина – Равноправие” obținând 2,70% din voturi, insuficiente pentru a participa în cel de-al doilea tur al alegerilor și de a candida la funcția de primar. S-a înscris și la alegerile locale din 5 iunie 2011 din Chișinău din partea Partidului Socialiștilor din Republica Moldova, însă s-a retras din cursa electorală în favoarea lui Igor Dodon de la Partidului Comuniștilor din Republica Moldova.
La 4 iunie 2013, Valentin Crîlov împreună cu soția sa, Veronica Abramciuc, au fost excluși din conducerea partidului pentru acțiuni care ar fi în detrimentul mișcării socialiste.
În noiembrie 2014 Valentin Crîlov l-a acuzat pe Igor Dodon că ar fi instrument al unor scenarii care pot provoca vărsare de sânge în Republica Moldova și în regiune și că a pus „Partidul Socialiștilor” în serviciul altei țări, transformându-se într-un instrument politic al acesteia, și atentează la stabilitatea, pacea și însăși existență Republicii Moldova și o face în baza resurselor financiare extraordinar de mari, proveniența cărora naște îndoieli rezonabile. El a accentuat:
„Vreau să fiu înțeles corect: eu sunt etnic rus, dar țara mea natală este Republica Moldova, de aceea nu vreau ca țara mea să fie atrasă în jocuri atât de periculoase, cum o face etnicul moldovean Igor Dodon.”
Valentin Crîlov este absolvent al Școlii Maritime Superioare din Sankt-Petersburg (specialitatea inginer-electronist). A activat în cadrul Flotei militare a URSS. Este de etnie rusă.
Este căsătorit cu Veronica Abramciuc, politiciană și ea, fostă deputată. Nu au copii.

## Distincții și decorații
- Ordinul Republicii (2012)[8]
- Medalia „Meritul Civic” (1996)[9]